# 栃木県道186号寄居豊原停車場線
栃木県道186号寄居豊原停車場線（とちぎけんどう186ごう よりいとよはらていしゃじょうせん）は、栃木県那須郡那須町内を走る一般県道である。

## 路線概要
- 指定：1961年（昭和36年）4月1日
- 距離：2.761km
- 起点：栃木県那須郡那須町寄居（国道294号交点）
- 終点：栃木県那須郡那須町豊原甲（JR東北本線 豊原駅）

## 交差する主な道路
- 栃木県道211号豊原高久線（那須町豊原甲）
- 栃木県道105号豊原停車場線（同上）